# Весси, Джон Уильям (младший)
Джон Уильям Весси мл. (англ. John William Vessey Jr.; 29 июня 1922, Миннеаполис, штат Миннесота, США — 18 августа 2016, Норт-Окс, штат Миннесота, США) — американский военачальник, генерал армии США в отставке, председатель Объединенного комитета начальников штабов США (1982—1985).

## Биография

### Вторая мировая война и послевоенное время
После окончания школы поступил в Национальную гвардию армии Миннесоты. Затем стал мотокурьером в 59-й полевой артиллерийской бригаде 34-й пехотной дивизии. В феврале 1941 г. его подразделение было задействовано для обучения и мобилизации в ожидании участия США во Второй мировой войне.
На протяжении всего периода войны служил в 34-й пехотной дивизии. Во время наступления американской армии на Бизерту находился на самом сложном участке. Также в звании второго лейтенанта участвовал в Анцио-Неттунской операции.
После войны большая часть его службы Весси прошла в артиллерийских подразделениях. В 1950-х гг. он служил в 4-й пехотной дивизии в Германии и в 8-й армии США в Республике Корея. В этот период он также проходил обучение в Колледже командования и Генерального штаба армии Соединенных Штатов в Форт Ливенуорте, штат Канзас.
В 1963 г. в звании подполковника ему была присвоена степень бакалавра военных наук колледжа Мэрилендского университета. В 1965 г. ему была присвоена степень магистра в области делового администрирования Университета Джорджа Вашингтона. С 1963 по 1965 г. он командовал 2-м батальоном 73-й полевой артиллерии 3-й танковой дивизии, затем в течение года обучался в промышленном колледже Вооруженных сил.

### Служба во Вьетнаме и Германии
Во время войны во Вьетнаме в течение года занимал должность начальника штаба 25-й пехотной дивизии. В марте 1967 г., когда он исполнял обязанности командира 2-го батальона 77-й артиллерии, ему было поручено создать базу огневой поддержки в Суой Тре во время операции операции «Джанкшен-Сити». Успешно организовал оборону базы полка, несмотря на превосходящие силы противника. За это был награждён Крестом «За выдающиеся заслуги».
Затем он был направлен в Западную Германию, где сначала служил командиром 3-й танковой артиллерийской дивизии (1967—1969), а затем в течение года начальником штаба дивизии. В ноябре 1967 г. ему было присвоено звание полковника и он прошел переподготовку в Военной вертолетной школе. В декабре 1970 г. вернулся в Юго-Восточную Азию, чтобы возглавить командование поддержки армии США в Таиланде. В январе 1972 г. был направлен в Лаос для координации всех военных операций США в этой стране.

### 1970-е годы
По возвращении в Соединенные Штаты был назначен начальником оперативного управления в аппарате заместителя начальника штаба по оперативным вопросам и планированию министерства обороны США. В новом звании генерал-майора в августе 1974 г. он принял командование 4-й пехотной дивизией в форте Карсон, штат Колорадо. В звании генерал-лейтенанта в сентябре 1975 года был назначен заместителем начальника штаба армии по оперативным вопросам и планированию.
В 1976 г. становится четврехзвездным генералом.
С 1976 по 1979 г. служил в Республике Корея в качестве командующего 8-й армией США, командующего Вооруженными силами США в Корее и главнокомандующим командования Организации Объединённых Наций. В 1978 г. был назначен первым главнокомандующим объединённого командования вооруженных Республики Корея и США. Этот период был отмечен усилением военной напряженности, вызванной наращиванием военного приграничного присутствия со стороны КНДР и объявлением президентом США Джимми Картером в 1977 г. решения о выводе сухопутных войск США. Генерал смягчить опасения Южной Кореи и изменить решение президента. После визита Картера в Южную Корею в 1979 г. планы по выводу войск были приостановлены, а затем отменены. С июля 1979 года по июнь 1982 г. занимал должность заместителя начальника штаба Армии США.

### 1980-е годы
В 1982—1985 гг. занимал должность председателя Объединённого комитета начальников штабов и был последним ветераном Второй мировой войны этом посту. В это время произошел беспрецедентный рост расходов на оборону в мирное время и расширения военного присутствия США во всем мире, призванного противостоять растущей советской военной мощи. В Европе были развернуты баллистические ракеты Першинг-2 и крылатые ракеты наземного базирования как ответ на развертывание советских ракет СС-20. В юго-западной Азии весьма заметные военные действия США подчеркнули приверженность США защите своих жизненно важных интересов в регионе. В Центральной Америке было организовано обучение и разведка для поддержки действий против повстанцев.
В 1982 и 1983 гг. выступал против размещения американского корпуса морской пехоты в составе многонациональных миротворческих сил в Ливане. Этот совет не был принят, и в октябре 1983 г. в результате взрыва бомбы грузовика в здании штаба морской пехоты в Бейруте погибли 241 американских пехотинца. В феврале 1984 г. президент Рональд Рейган вывел военный контингент из Ливана.
По поручению министра обороны Каспара Уайнбергера руководил военным вторжением США на Гренаду.
Считается одним из авторов концепции милитаризации космоса, которая привела к обнародованию президентом Рейганом Стратегической оборонной инициативы (СОИ) и созданию в сентябре 1985 г. Космического командования США.
Выйдя в отставку, являлся специальным представителем президентов Рейгана, Джорджа Буша-старшего и Билла Клинтона по вопросу пропажи американских военнослужащих во время войны во Вьетнаме. За эту деятельность в 1996 г. был удостоен престижной награды Сильвана Тэйера, присуждаемой Военной академией США.

## Награды и звания
Американские:
- Крест «За выдающиеся заслуги»
- Медаль «За выдающуюся службу» Министерства обороны США с дубовыми листьями
- Медаль «За выдающуюся службу» Армии США с двумя дубовыми листьями
- Медаль «За выдающуюся службу» (ВМС США)
- Медаль «За выдающуюся службу» (ВВС США)
- Орден «Легион почёта» с дубовыми листьями
- Бронзовая звезда с дубовыми листьями
- Воздушная медаль с Премиальной цифрой «4»
- «Благодарственная медаль за службу в объединённых органах Вооруженных сил»
- «Благодарственная медаль за службу в Сухопутных войсках» V ранга
- Медаль Пурпурное сердце
- Благодарность президента США
- Президентская медаль Свободы
- Медаль «За безупречную службу»
- Медаль «За защиту Америки»
- Медаль «За Американскую кампанию»
- Медаль «За Европейско-африканско-ближневосточную кампанию» с серебряными и бронзовыми звездами кампании
- Медаль Победы во Второй мировой войне
- Медаль «За службу в оккупационной армии»
- Медаль «За службу национальной обороне» с дубовыми листьями
- Медаль «За службу во Вьетнаме» с двумя звездами кампании

Иностранные:
- Крест «За боевые заслуги» (Франция)
- Орден «За военные заслуги» (Южная Корея)
- Крест «За храбрость» с большим пальмовым листом
- Медаль «За кампанию во Вьетнаме»